# Pseudosammocythere
Pseudosammocythere is een geslacht van kreeftachtigen uit de klasse van de Ostracoda (mosselkreeftjes).

## Soort
- Pseudosammocythere similis Müller, 1894